# Mahr
Mahr (arab. مهر) – w islamie dar ślubny, który otrzymuje panna młoda od mężczyzny, w momencie zawarcia związku małżeńskiego, na wypadek rozwodu.
Wyróżniamy trzy rodzaje mahru:
- określony – jego wysokość ustalona zostaje przed zawarciem związku małżeńskiego i powinna być zaakceptowana przez obie strony
- podstawowy – jego wysokość zależy od pozycji społecznej kobiety
- odroczony – termin jego ofiarowania może być odroczony. Jest on wręczany w momencie rozwodu lub po śmierci współmałżonka.